# Pete Cashmore

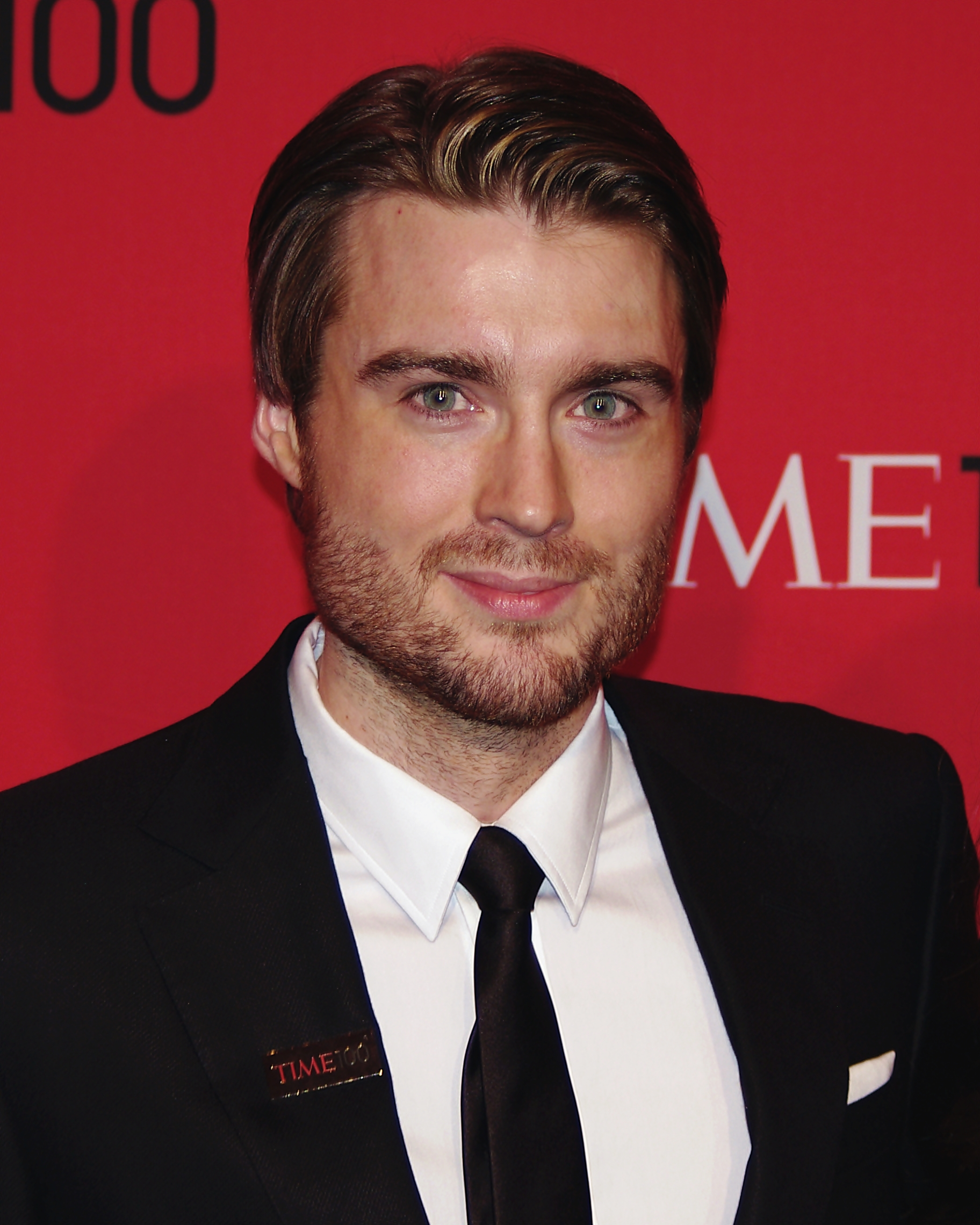
Pete Cashmore 2012

Pete Cashmore (* Escocia, 1985 - ) es el fundador de Mashable uno de los blogs de noticias de internet más influyentes en la actualidad.

## Biografía
Pete Cashmore nació el 18 de septiembre de 1985 creció en Banchory y en el 2005 fundó Mashable en Aberdeen, una pequeña ciudad de Escocia a la edad de 19 años.
En 2009, Cashmore fue elegido como una de las celebridades de, entró en el Top 25 de Celebridades Web de la revista Forbes y en el Top 10 de los "Game changers" (modificadores de las reglas del juego) de The Huffington Post. Semanalmente, escribe una columna sobre tecnología y social media en la CNN.
Pete Cashmore es uno de los usuarios más seguidos en la red de microblogging Twitter y cuenta con más de tres millones de seguidores.
Mashable ha sido elegido como lectura obligatoria por Fast Company y PC Magazine, y BusinessWeek ha señalado el sitio como uno de los blogs más rentables del mundo.